# Neuastenberg

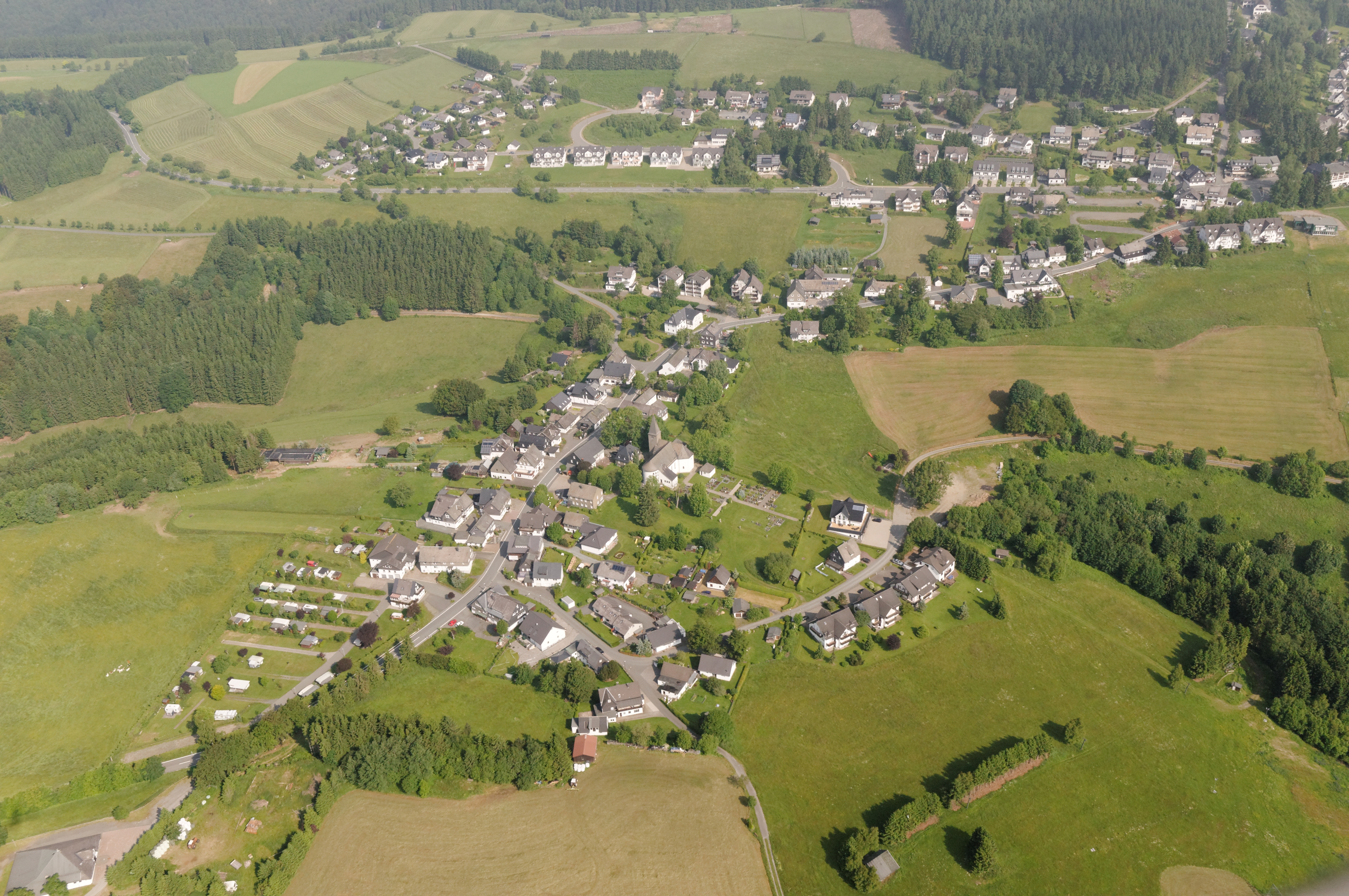
Luftaufnahme von Neuastenberg

Neuastenberg (mundartlich offem Doaf oder oppem niggen Dorpe) ist ein Stadtteil von Winterberg im Hochsauerlandkreis, Nordrhein-Westfalen, Deutschland. Mit rund 370 Einwohnern ist es das zweitgrößte „Höhendorf“ der Stadt.

## Geographische Lage
Neuastenberg liegt auf dem Hauptkamm des Rothaargebirges, über den die Rhein-Weser-Wasserscheide verläuft, auf dem Südhang des Kahlen Astens. Es befindet sich knapp 5 km (Luftlinie) südwestlich der Winterberger Innenstadt zwischen den Quellen und Oberläufen der nahe dem Astengipfel entspringenden Lenne (Nordwesten) und der dem Südosthang des Bergs entfließenden Odeborn (Südosten) auf etwa 680 bis 780 m ü. NN. Die benachbarten „Höhendörfer“ sind Lenneplätze und das südwestlich gelegene Langewiese. Westlich von Neuastenberg liegt der Gerkenstein (792,7 m ü. NN).
Durch Neuastenberg führt, von Langewiese kommend, in Richtung Kahler Asten und Winterberg ein gemeinsamer Abschnitt der Bundesstraßen 236 und 480, der abschnittsweise Teil der Ferienstraße Hochsauerland-Höhenstraße ist.

## Geschichte
Die Geschichte von Neuastenberg reicht zurück ins 18. Jahrhundert und ist eng mit der Geschichte Winterbergs und Bad Berleburgs verknüpft. Es wurde von Casimir Graf von Sayn-Wittgenstein-Berleburg gegründet. Das Dorf war, im Gegensatz zum restlichen Sayn-Wittgenstein, überwiegend katholischen Glaubens. Eine erste katholische Kapelle ist für 1810 erwähnt, die allerdings wenige Monate später abbrannte. Eine eigenständige Kirchengemeinde wurde 1876 gegründet.
Im Ort steht die Laurentiuskirche. Im Zuge der Sauerland/Paderborn-Gesetzes wurden am 1. Januar 1975 das Amt Berleburg aufgelöst und der Ort in die Stadt Winterberg eingemeindet. Es ist daher einer der wenigen evangelisch geprägten Orte im Hochsauerlandkreis. Aus historischer und kultureller Sicht wird somit Neuastenberg zum Randgebiet des Wittgensteiner Landes gezählt.

## FFH-Gebiet Bergwiesen bei Winterberg
Das Dorf ist Großteils vom FFH-Gebiet Bergwiesen bei Winterberg (DE 4717-305) umgeben. So ist Großteils das Postwiesen-Skigebietes als Landschaftsschutzgebiet Postwiese und Magergrünland bei Neuastenberg ausgewiesen und Flächen nördlich, westlich und südlich als Naturschutzgebiet Bergwiesen bei Neuastenberg, wobei beide Schutzgebiete auch zum FFH-Gebiet gehören. Das FFH-Gebiet umfasst Großteils gesetzlich geschützte Biotope nach § 30 BNatSchG.

## Tourismus

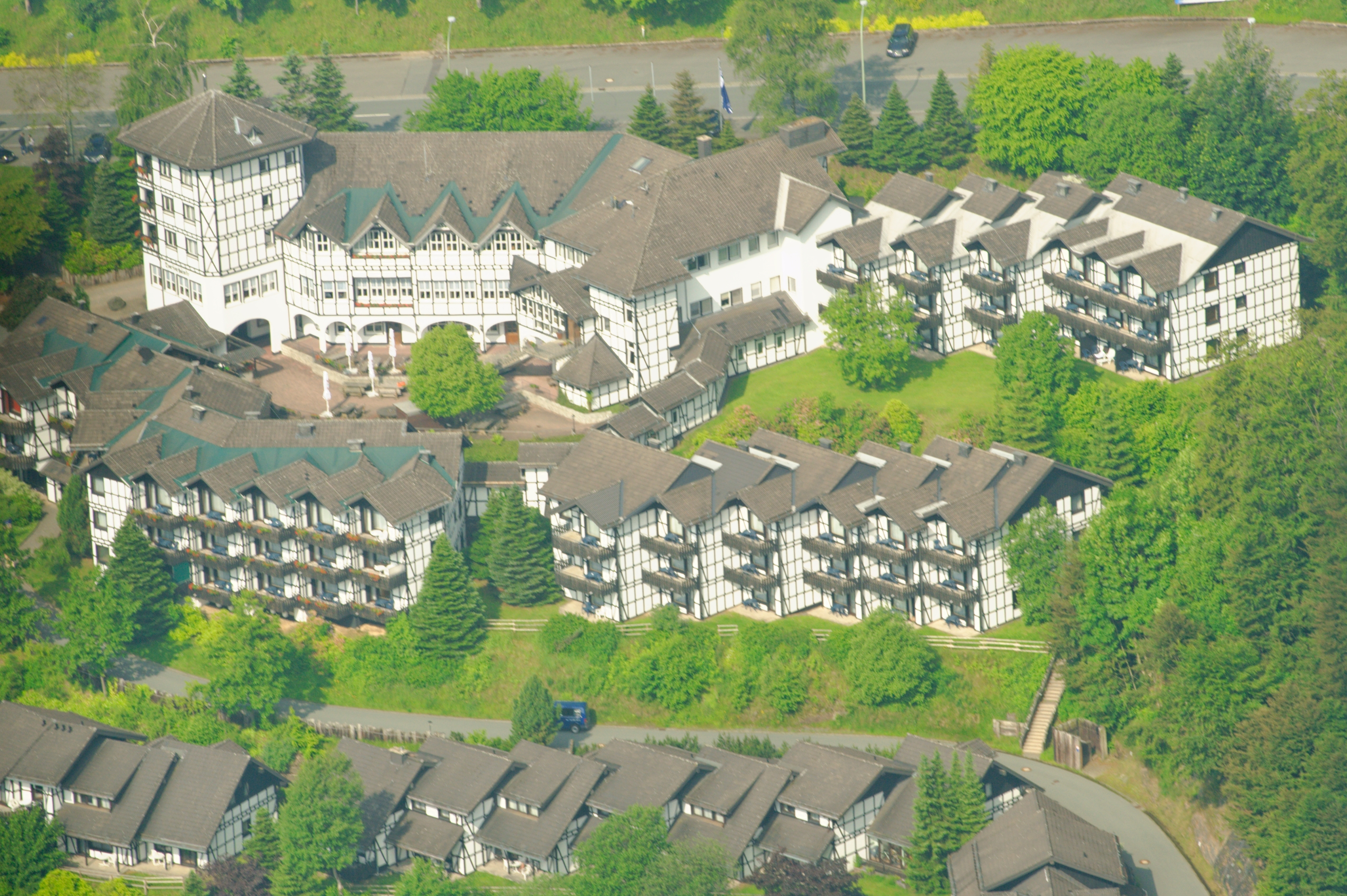
Dorint Hotel, Neuastenberg

Bekannt ist Neuastenberg besonders durch seine Wintersportstätten, darunter das Postwiesen-Skigebiet, das Biathlonstadion des Sport Club Neuastenberg-Langewiese und die Indoor-Kartbahn des Dorint-Hotels. Weiter wurde im Dorf in Eigeninitiative das Westdeutsche Wintersport-Museum mit angrenzender Gastronomie eingerichtet. Durch den Ort führt der Rothaarsteig.